# Nice Little Penguins
Nice Little Penguins er et dansk band bestående af Bo Feierskov (bas, vokal), Michael Kolster (guitar, ukulele, vokal), Carsten Kolster (trommer) og Hans Henrik Præstbro (piano, keyboards, harmonika m.m). 
Bandet er særligt kendt for sangen "Flying", der udkom i 1994 på albummet af samme navn.

## Historie
Bo Feierskov, Michael Kolster og hans bror Carsten Kolster har spillet sammen siden 1983. Først var de backinggruppe for sangerinden Ania Sandig på singlepladen "Du tænker" udgivet på EMI. Derefter turnerede Bo Feierskov og Michael Kolster som duo, imens Carsten Kolster passede sit job som trommeslager i Fenders. 
Duoen blev i 1987 til en trio, da Carsten Kolster kom med, og repertoiret bestod af en umage blanding af jazz-standards, nordiske folkesange, beatklassikere, dansktoptræffere og egne kompositioner. Trioen tilføjede efterhånden flere og flere egne kompositioner til repertoiret, og med den respons de fik fra publikum, stod det hurtigt klart, at det var i den retning, gruppen ville satse. 
Den 1. januar 1992 kastede de tre sig ud på det dybe vand som fuldtidsmusikere, og orkesteret tog navnet Nice Little Penguins. Det uskyldige navn var en reaktion på de aggressive attituder, der prægede rockmiljøet i de år, og "pingvinernes" mission har helt fra begyndelsen været at sprede glæde og gode vibrationer med især Beatles, Police og Crowded House som forbilleder.
I forbindelse med albummet Free, der udkom i 2004, blev bandets lydmand Hans Henrik Præstbro optaget som fuldgyldigt medlem. Trioen var derefter en kvartet frem til 2011, hvor orkesteret for en kort periode vendte tilbage til trio-størrelse. Med udgivelsen af Alarmingly Happy var Præstbro dog på ny del af gruppen, og han var ifølge bandet selv initiativtager til bandets 2014-album Songs.
I det tidlige forår 2020 afslørede bandets bookingbureau planer for endnu et nyt studiealbum med titlen Beat Music Vol. 2. Udbruddet af Covid-19 forsinkede imidlertid produktionen af albummet, der således først udkom i april 2021.
18. august 2023 udgav bandet så igen nyt, da singlen "I Miss You" blev frigivet.

## Diskografi

### Album
- 1993 – Beat Music
- 1994 – Flying
- 1996 – World You Can Live In
- 2004 – Free
- 2008 – Som En Rejse
- 2012 – Alarmingly Happy
- 2014 – Songs
- 2021 – Beat Music Vol. 2

### Singler
- 1994 – Flying
- 2010 – Peacock
- 2011 – Grateful
- 2013 – It's a Great Day (18. december)
- 2023 – I Miss You

### Opsamlinger
- 2005 – Hits, News & Live